# Ury
Ury és un municipi francès, situat al departament de Sena i Marne i a la regió de Illa de França. L'any 2007 tenia 828 habitants.
Forma part del cantó de Fontainebleau, del districte de Fontainebleau i de la Comunitat d'aglomeració del Pays de Fontainebleau.

## Demografia

### Població
El 2007 la població de fet d'Ury era de 828 persones. Hi havia 342 famílies, de les quals 93 eren unipersonals (24 homes vivint sols i 69 dones vivint soles), 114 parelles sense fills, 106 parelles amb fills i 29 famílies monoparentals amb fills.
La població ha evolucionat segons el següent gràfic:
Habitants censats

### Habitatges
El 2007 hi havia 392 habitatges, 345 eren l'habitatge principal de la família, 24 eren segones residències i 23 estaven desocupats. 378 eren cases i 12 eren apartaments. Dels 345 habitatges principals, 303 estaven ocupats pels seus propietaris, 30 estaven llogats i ocupats pels llogaters i 12 estaven cedits a títol gratuït; 2 tenien una cambra, 11 en tenien dues, 31 en tenien tres, 85 en tenien quatre i 216 en tenien cinc o més. 271 habitatges disposaven pel capbaix d'una plaça de pàrquing. A 150 habitatges hi havia un automòbil i a 167 n'hi havia dos o més.

### Piràmide de població
La piràmide de població per edats i sexe el 2009 era:
| Homes | Edats   | Dones |
| ----- | ------- | ----- |
| 0     | 95 o +  | 0     |
| 0     | 90 a 94 | 4     |
| 0     | 85 a 89 | 16    |
| 0     | 80 a 84 | 4     |
| 8     | 75 a 79 | 0     |
| 24    | 70 a 74 | 12    |
| 12    | 65 a 69 | 20    |
| 16    | 60 a 64 | 20    |
| 16    | 55 a 59 | 16    |
| 32    | 50 a 54 | 32    |
| 44    | 45 a 49 | 48    |
| 36    | 40 a 44 | 44    |
| 20    | 35 a 39 | 20    |
| 24    | 30 a 34 | 36    |
| 24    | 25 a 29 | 4     |
| 20    | 20 a 24 | 24    |
| 28    | 15 a 19 | 20    |
| 28    | 10 a 14 | 20    |
| 24    | 5 a 9   | 20    |
| 24    | 0 a 4   | 16    |

## Economia
El 2007 la població en edat de treballar era de 552 persones, 411 eren actives i 141 eren inactives. De les 411 persones actives 382 estaven ocupades (206 homes i 176 dones) i 28 estaven aturades (19 homes i 9 dones). De les 141 persones inactives 54 estaven jubilades, 46 estaven estudiant i 41 estaven classificades com a «altres inactius».

### Ingressos
El 2009 a Ury hi havia 329 unitats fiscals que integraven 841 persones, la mediana anual d'ingressos fiscals per persona era de 24.362 €.

### Activitats econòmiques
Dels 49 establiments que hi havia el 2007, 2 eren d'empreses alimentàries, 4 d'empreses de fabricació d'altres productes industrials, 4 d'empreses de construcció, 13 d'empreses de comerç i reparació d'automòbils, 4 d'empreses de transport, 3 d'empreses d'hostatgeria i restauració, 6 d'empreses d'informació i comunicació, 1 d'una empresa immobiliària, 8 d'empreses de serveis, 3 d'entitats de l'administració pública i 1 d'una empresa classificada com a «altres activitats de serveis».
Dels 5 establiments de servei als particulars que hi havia el 2009, 1 era una oficina de correu, 2 paletes, 1 guixaire pintor i 1 fusteria.
Dels 3 establiments comercials que hi havia el 2009, 1 era una gran superfície de material de bricolatge, 1 una botiga de menys de 120 m² i 1 una fleca.
L'any 2000 a Ury hi havia 9 explotacions agrícoles que ocupaven un total de 678 hectàrees.

## Equipaments sanitaris i escolars
L'únic equipament sanitari que hi havia el 2009 era una farmàcia.
El 2009 hi havia una escola elemental.

## Poblacions més properes
El següent diagrama mostra les poblacions més properes.